# Opfostringshuset

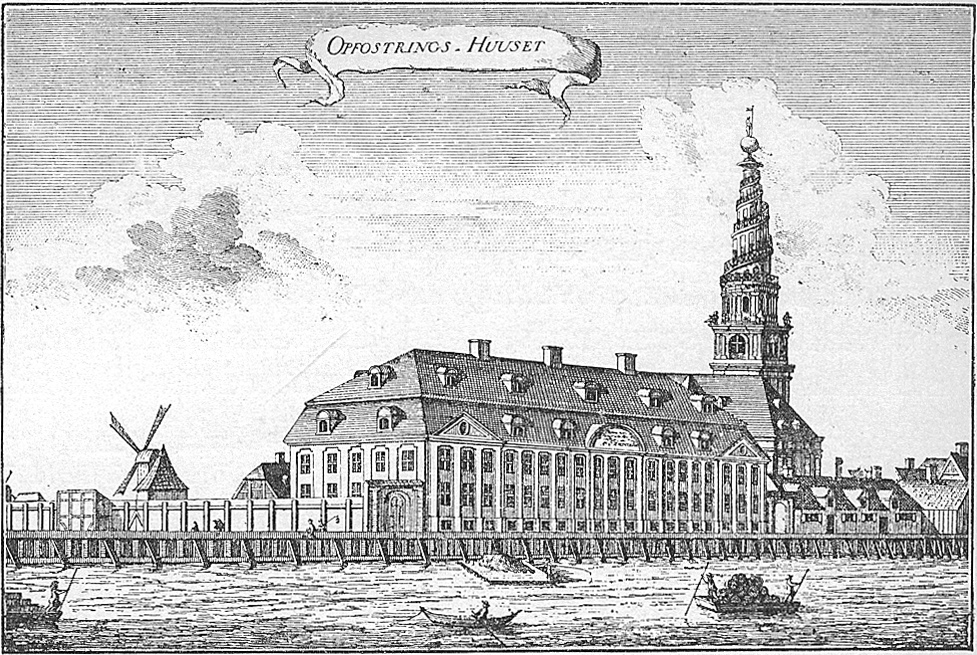
Opfostringshuset på ett stick från 1750-talet.

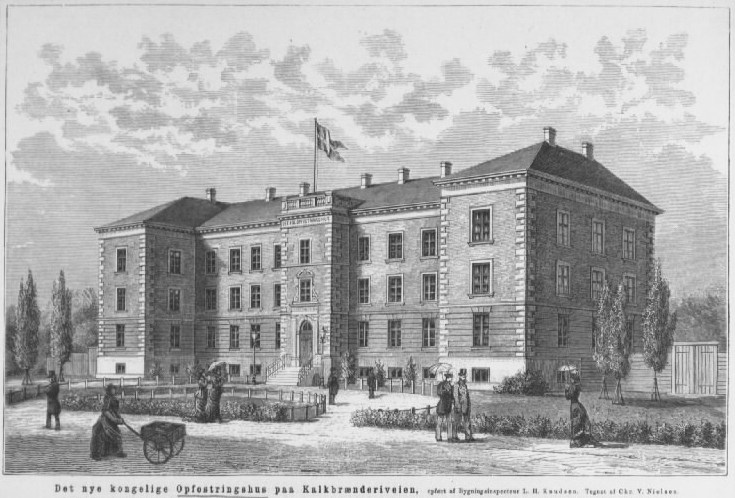
Opfostringshuset på Kalkbrænderivej (1880)

Opfostringshuset, Det kongelige Opfostringshus og den Thorupske Stiftelse, var en uppfostringsanstalt och senare skola i Köpenhamn. 
Opfostringshuset stiftades genom stadgar av den 29 juni 1753 av Fredrik V, förmodligen på initiativ av Johann Hartwig Ernst von Bernstorff, som var stiftelsens första överdirektör. Det var ursprungligen avsett för att underhålla och lära upp 200 fattiga pojkar från hela Danmark från deras 5:e till 15:e år. Undervisningen skulle vara "udi Christendom grundig, udi Læsning og Skrivning tilstrækkelig og udi Regning lidet til Fornødenhed", men i övrigt skulle pojkarna vänjas vid "idel Arbejde", genom upplärning i olika hantverk; från deras 15:e till 24:e år kunde de överlämnas till fabrikörer, handlande eller sjöfarande mot en avgift till stiftelsen, och först efter deras 24:e år var de helt fria. 
Opfostringshuset, som samtidigt med sina första elever 1755 fick sin egen byggnad på Christianshavn (det senare Søkvæsthus), flyttades 1775 till Store Kongensgade nr. 269 och åter 1880 till Kalkbrænderivej (nuvarande Randersgade). Det grundlades genom gåvor från Fredrik V och kungahuset samt genom en insamling i hela Danmark. Till byggnaden skänkte kungen tomten förutom en pengasumma, liksom han gav stöd till uppförandet genom olika förmåner. Vidare tilldelades Opfostringshuset en årlig kollekt, tillåtelse att driva ett lotteri och senare ett årligt tillskott från statskassan. Vidare fick var och en, som inbetalade 300 riksdaler till Opfostringshuset, rätt till för sig och äkta ättlingar placera en pojke där. 
Ursprungligen hade Opfostringshuset en egen direktion, men från 1779 lades styrelsen under Köpenhamns magistrat, och stiftelsen ombildades samtidigt fullständigt, då den övergick till att vara en belöningsskola och ett hem för de av stadens samtliga fattig- och friskolors pojkar, som mest utmärkte sig beträffande kunskap och hantverk samt för renlighet och sedlighet. 
År 1838 fanns där endast 61 elever i två klasser, 1844 utökades det till fyra klasser, var och en med fyra timmars undervisning förutom teckning, sång, gymnastik och hantverk; för inövande av detta fanns ännu fyra hantverksmästare: bokbindare, krukmakare, leksaksmakare och skräddare, men av dessa tjänster indrogs under det följande året tre, så att endast skrädderiet behölls, tills denna 1887 ersattes med slöjd. Eleverna upptogs nu efter föregående prövning och skulle vara 10–11 år, de stannade på Opfostringshuset i fyra år och placerades efter konfirmationen i hantverkslära. Föräldrarna fick frånskriva sig sin vårdnad över pojkarna, så länge de stod under Opfostringshusets förmyndarskap, det vill säga när lärlingstiden var avslutad. Undervisningen var något högre än den som gavs i folkskolan och avslutades med en examen. År 1918 knöts Ole Thorups legat till Opfostringshuset och vid utgången av 1922 fanns där omkring 100 pojkar.